# Abbaye territoriale d'Einsiedeln
L'abbaye territoriale d'Einsiedeln est un monastère bénédictin, situé dans la ville suisse d'Einsiedeln dans le canton de Schwytz, dédié à Notre-Dame des Ermites, à cause des circonstances de sa fondation, dont provient également le nom d'Einsiedeln. Le monastère est une station importante du pèlerinage de Saint-Jacques-de-Compostelle et la destination de nombreux pèlerins. La « Vierge noire » d'Einsiedeln dans la Gnadenkapelle est un pôle d'attraction pour environ un million de pèlerins et touristes chaque année. Le monastère est depuis 1130 une abbaye double, c’est-à-dire regroupant sous l'autorité d'un même abbé deux communautés vivant sur deux sites distincts : les hommes à Einsiedeln, les femmes à Fahr. Einsiedeln compte, dans les années 2010, une soixantaine de moines, et Fahr 25 moniales. L'abbaye est dite « territoriale », car elle ne fait pas partie d'un diocèse, et a donc le statut dit de Nullius dioecesis. Elle fait partie de la congrégation bénédictine de Suisse.
Les archives de l'abbaye d'Einsiedeln remontent au Xe siècle et couvrent environ 1 000 mètres linéaires de rayonnages.

## Histoire

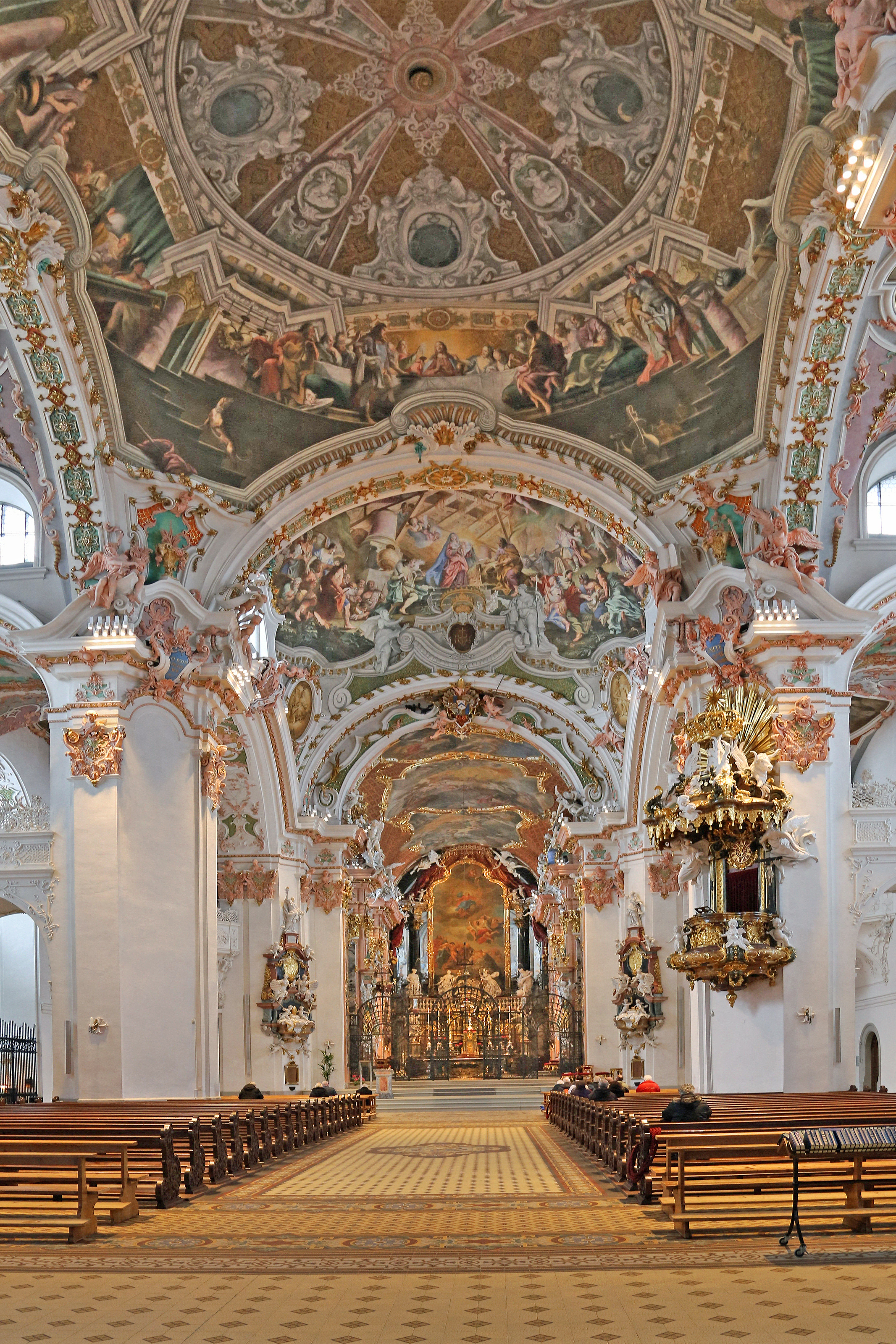
Intérieur de l'église abbatiale.

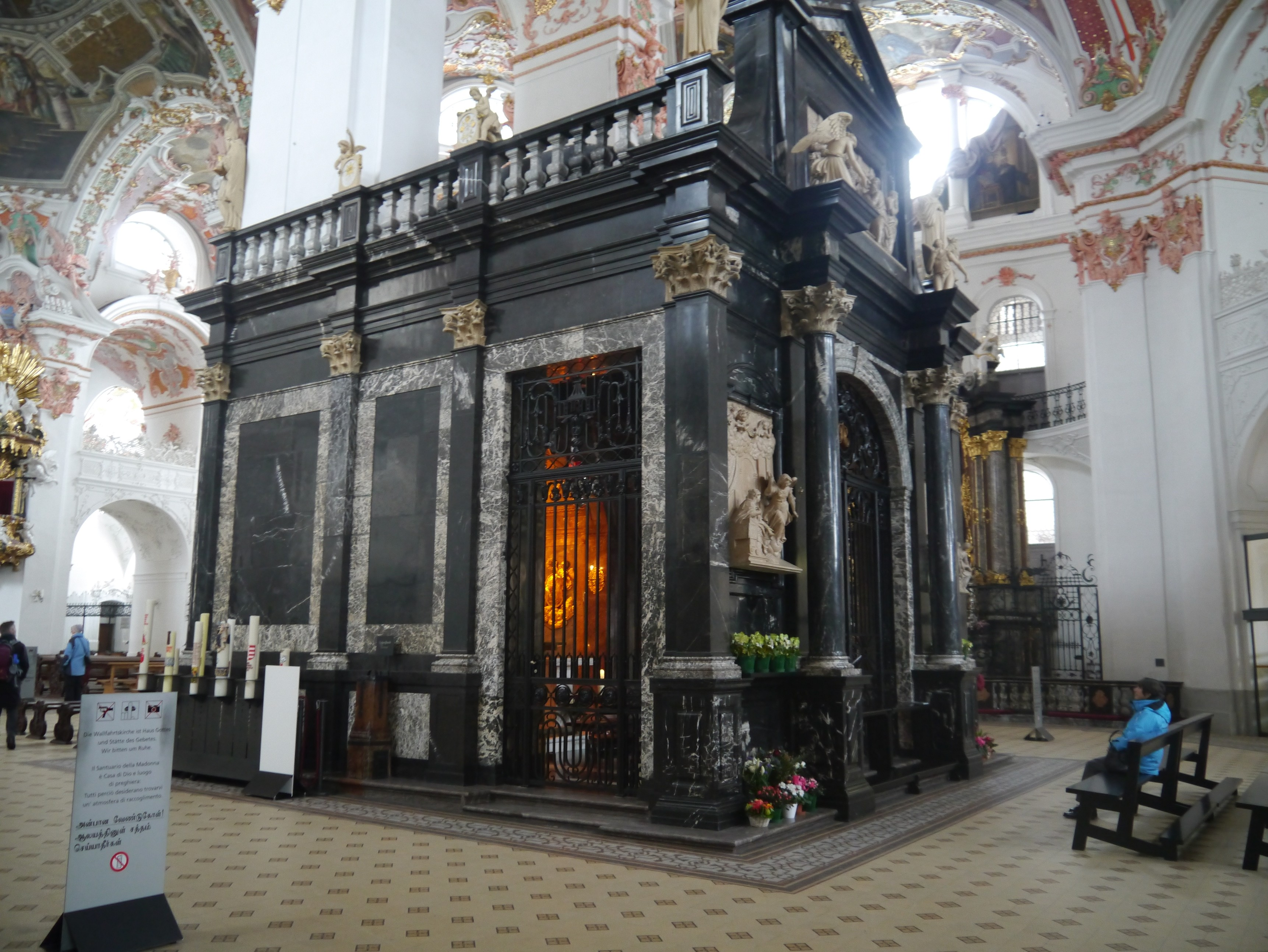
Chapelle des Grâces où se trouve la Vierge noire.

Saint Meinrad suivit l'enseignement des abbés Hatto et Erlebald, au monastère de Reichenau, situé sur une île du lac de Constance, puis y devint moine et fut ordonné prêtre. Après quelques années passées à Reichenau, et à un prieuré il embrassa la vie d'ermite et s'établit sur les pentes du mont Etzel (de). Il fut assassiné, en 861, par deux voleurs qui convoitaient les offrandes faites au sanctuaire par les pèlerins. Au cours des huit décennies qui suivirent, le lieu ne fut jamais inoccupé, un ou plusieurs ermites, suivirent l'exemple de Saint Meinrad. L'un d'entre eux, Bennon de Metz fit restaurer la chapelle et défricher les terres environnantes. Eberhard, précédemment prévôt du Chapitre de Strasbourg, érigea un monastère et une église, dont il devint le premier abbé. En 947, Otton Ier confirma la création du monastère et lui accorda la donation de terres habituelle ainsi que le libre choix de son abbé et le privilège de l'immunité.
Selon la légende, l'église fut miraculeusement consacrée en 948 par le Christ lui-même, assisté des Évangélistes, ainsi que de saint Pierre et Saint Grégoire le Grand. Cet événement fut soumis à l'enquête et confirmé par une bulle du pape Léon VIII et ratifié par nombre de ses successeurs, le dernier étant Pie VI en 1793.
En 965 Grégoire, le troisième abbé d'Einsiedeln, fut fait prince d'empire par Otton Ier, ses successeurs obtinrent la même dignité jusqu'à la fin de l'empire au début du XIXe siècle. En 1274, Rodolphe Ier fit de l'abbaye et de ses terres une principauté indépendante, permettant à l'abbé d'y exercer les pouvoirs temporel et spirituel. Elle resta indépendante jusqu'à 1798. L'abbaye possède aujourd'hui le statut de nullius dioecesis.
Einsiedeln est célèbre pour le savoir et la piété de ses moines, nombre de saints et de chercheurs vécurent en ses murs. L'étude des lettres et de la musique fit sa réputation et contribua largement à la gloire de l'ordre des bénédictins. La discipline se relâcha cependant au XVe siècle mais Ludovic II, un moine de Saint-Gall qui devint abbé d'Einsiedeln, entre 1526 et 1544, restaura la stricte observance de la règle.
Au XVIe siècle, les troubles religieux que causèrent la propagation de la Réforme protestante en Suisse furent une source de problèmes au sein de l'abbaye. Zwingli lui-même fut prédicateur à Einsiedeln de 1516 à 1518 et profita de l'occasion pour protester contre les fameux pèlerinages, mais la tempête se calma et l'abbaye reprit un rythme paisible. L'abbé Augustin Ier (1600-1629) fut l'un des fondateurs du mouvement qui aboutit à la création de la Congrégation bénédictine de Suisse, en 1602, et il fit également beaucoup pour une observance stricte au sein de l'abbaye et pour la promotion d'un haut niveau de savoir et d'apprentissage parmi ses moines.

## Vierge noire

### Historique
La Vierge noire est en bois de poirier, mesure 119 cm. Elle est d'origine inconnue mais devrait avoir été apportée vers 1466. À l'origine, le visage et les mains étaient peints mais la suie des cierges qu'on faisait brûler finit par les noircir. En 1803, un restaurateur a tenté de lui rendre sa couleur claire d'origine, mais cet aspect ne fut pas du goût des pèlerins. On décida alors de peindre les parties principales de la statue en noir.
Malgré cinq incendies successifs du couvent et de l'Église, qui détruisirent des richesses incalculables en ornements précieux, livres, manuscrits, etc., la statue et sa chapelle restèrent intactes. En 1798, le couvent fut pillé par les troupes d'occupation françaises. La chapelle de Notre-Dame d'Einsiedeln fut détruite et la Vierge noire put être mise en sécurité à l'étranger. Après trois ans d'exil, l'abbé et les moines purent réintégrer l'abbaye qui connut alors un nouvel essor. La Vierge était autrefois adossée au jubé qui a été détruit au XVIIIe siècle par les chanoines en même temps que quelques vitraux pour donner de la clarté dans la cathédrale. La reine Hortense, mère de Napoléon III, fit une retraite à l'abbaye en octobre 1815 : 

« Le soir tombe lorsqu'elle arrive et un religieux français l'accueille avec une lanterne sourde. Tout de suite la reine va s'agenouiller devant la vierge noire. Le lendemain elle paraît sans crainte aux pieds du tribunal qu'elle est venue chercher... le 3 novembre la reine adresse au Pere abbé une lettre de remerciement et annonce l'envoi d'un bouquet d'hortensias en diamants pour la Vierge et une bague pour lui. Elle écrit j'ai trouvé trop de consolation et de bonheur à Einsiedeln pour ne pas désirer que mon souvenir y demeure après moi. Elle ajoute qu'elle souhaite se mettre elle et ses enfants sous la protection de la Vierge noire. Le 26 avril 1817, elle y amène Louis Napoléon. Hortense et son fils assistent aux offices. Toujours généreuse la reine a donné des grands pourboires et de larges aumônes. Peu après elle envoie un vêtement de soie pour la Vierge miraculeuse. Il semble que depuis ce jour d'octobre, Notre-Dame des Ermites soit devenue pour Hortense un des lieux où elle vient se recueillir »

— Françoise de Bernardy, La Reine Hortense, librairie académique, Perrin, 1968, p. 322 et 330.

### Anecdotes

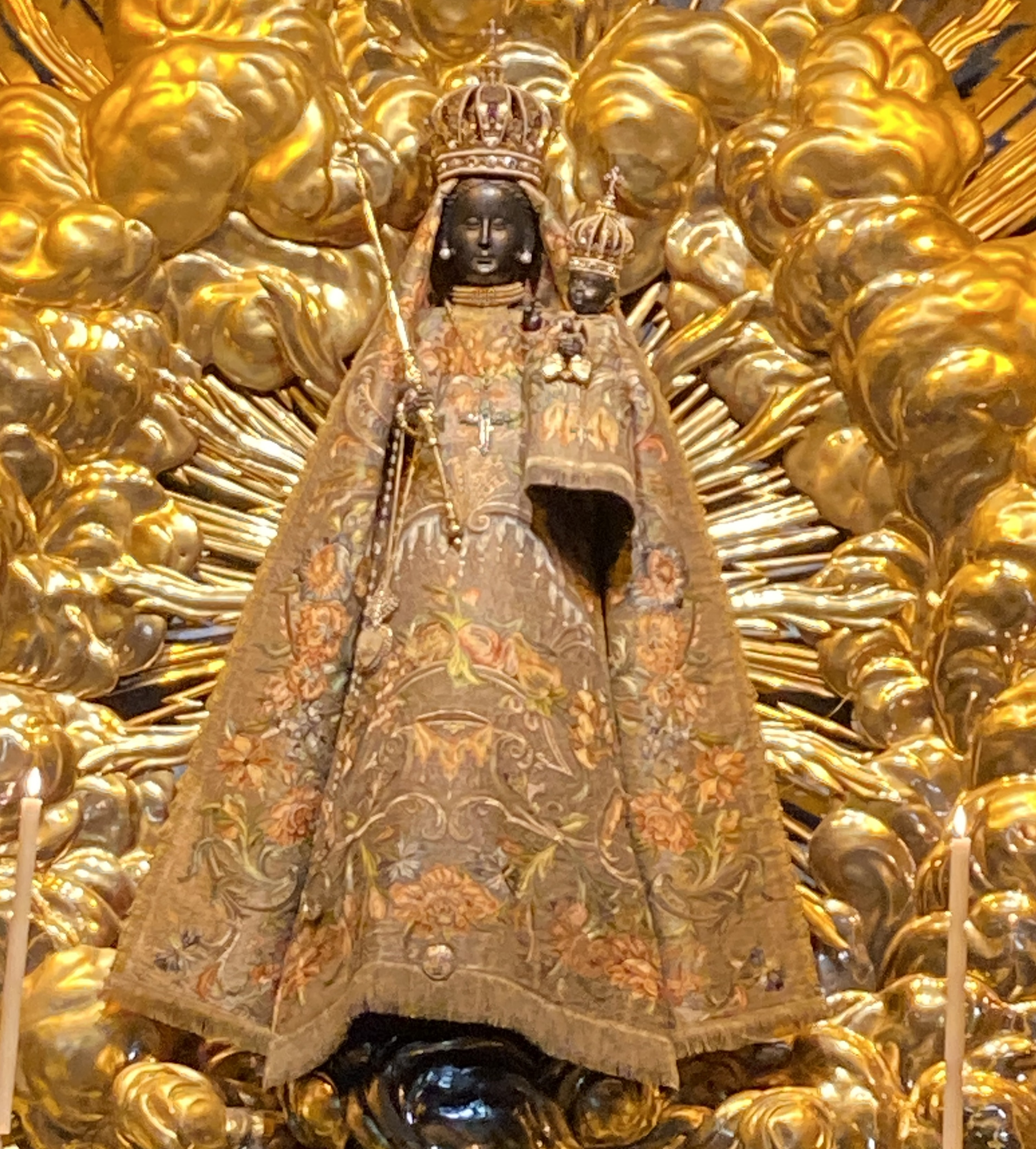
Vierge noire d'Einsiedeln.

Avant chaque grande fête religieuse, la statue change de costume et les moines lui changent de toilette (robe, bijoux et coiffe) environ 15 à 20 fois par année, à la Pentecôte en robe rouge, en violet pendant l'Avent et en blanc à Noël et Pâques. La plus ancienne des robes date de 1685 mais c'est en 1577 qu'on mentionne la première robe offerte à la Vierge par une habitante d'Einsiedeln. L'Enfant Jésus que porte la Vierge est également rhabillé,.
Les Tamouls de Suisse ont « adopté » la Vierge noire, qui ressemble à une divinité de leur pays. C'est la raison pour laquelle les panneaux à l'intérieur de l'église portent des inscriptions en langue tamoule.
Le trésor de la Vierge noire, qui était l'un des plus considérables de la chrétienté, aurait été soit pillé par les Français en 1798, soit vendu par les supérieurs de l'abbaye pour acquérir des terres et constituer des revenus pour l'abbaye.
La bibliothèque de l'abbaye d'Einsiedeln possède les deux seules copies manuscrites connues du Versus de Scachis, un poème latin du Xe siècle considéré comme la plus ancienne mention du jeu d'échecs en Occident.

## Fondations
L'abbaye d'Ensiedeln a fondé plusieurs autres monastères, par exemple l'abbaye Sainte-Marie-de-l'Assomption à Richardton dans le Dakota du Nord (États-Unis) à la fin du XIXe siècle.

## Abus sexuels
Le 19 mars 2010, l'abbé Martin Werlen reconnaît qu'il y avait eu des victimes d'abus sexuels au collège de l'abbaye d'Einsiedeln et décide de créer une commission indépendante, externe à l'institution, ayant pour mandat d'enquêter sur les abus sexuels commis dans l'institution, depuis 1950.
Le 20 janvier 2011, la commission d'enquête rend son document final, intitulé "Übergriffe im Bereich des Klosters Einsiedeln", dans lequel il est indiqué que quinze moines ont commis des abus sexuels tombant sous le code pénal, dont neuf envers des mineurs,. Tous ces cas sont prescrits, la plupart remontant aux années 1960 et 1970. Depuis 1998, plus aucun cas n'est remonté.
En 2024, le Beobachter révèle qu'un religieux de l'abbaye d'Einsiedeln est accusé d'abus ayant eu lieu dans les années 1960, et est encore en vie,,.

## Sources
- Odile Moreau et Richard Moreau, D'Einsiedeln à la Salette au fil des siècles : avec les pèlerins comtois sur les pas de la Vierge Marie, Paris, L'Harmattan, 2012
- Frère Benoît (moine de Notre-Dame d’Acey), Un moine comtois à pied vers Notre-Dame des Ermites (Einsiedeln, Suisse), Paris, L'Harmattan, 2013.
- Jacques V. Pollet, Huldrych Zwingli : biographie et théologie, Genève, Labor et Fides, 1988 (ISBN 978-2-8309-0116-0)
- Joseph Régnier, Chronique d'Einsiedeln (Notre-Dame-des ermites) d'après d'Achéry, Paris, Gauthier frère et Cie, 1837 (OCLC 23863853)
- « Einsiedeln (abbaye de bénédictins) » dans le Dictionnaire historique de la Suisse en ligne, version du 29 octobre 2009.

## Galerie

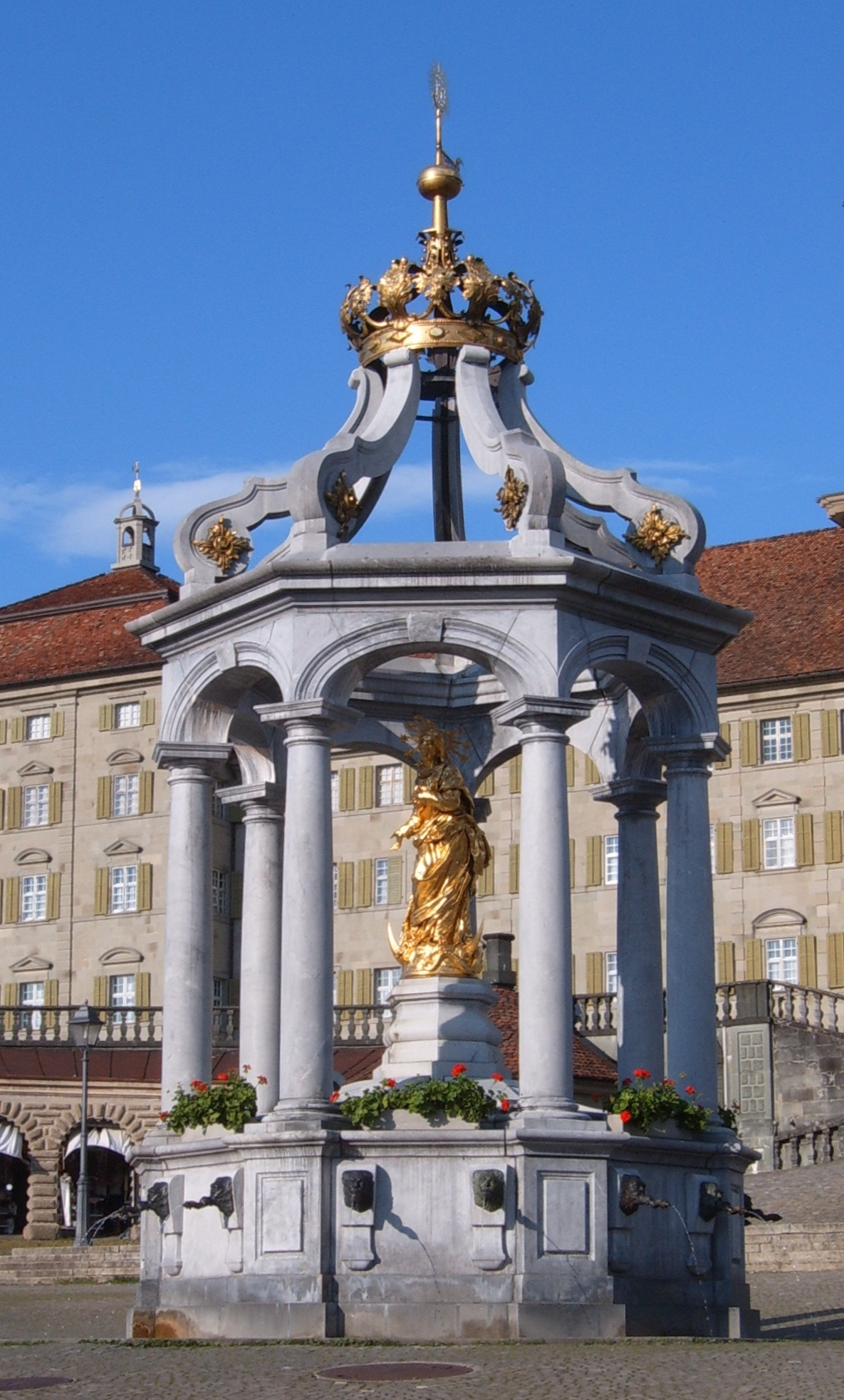
Fontaine de Notre-Dame.
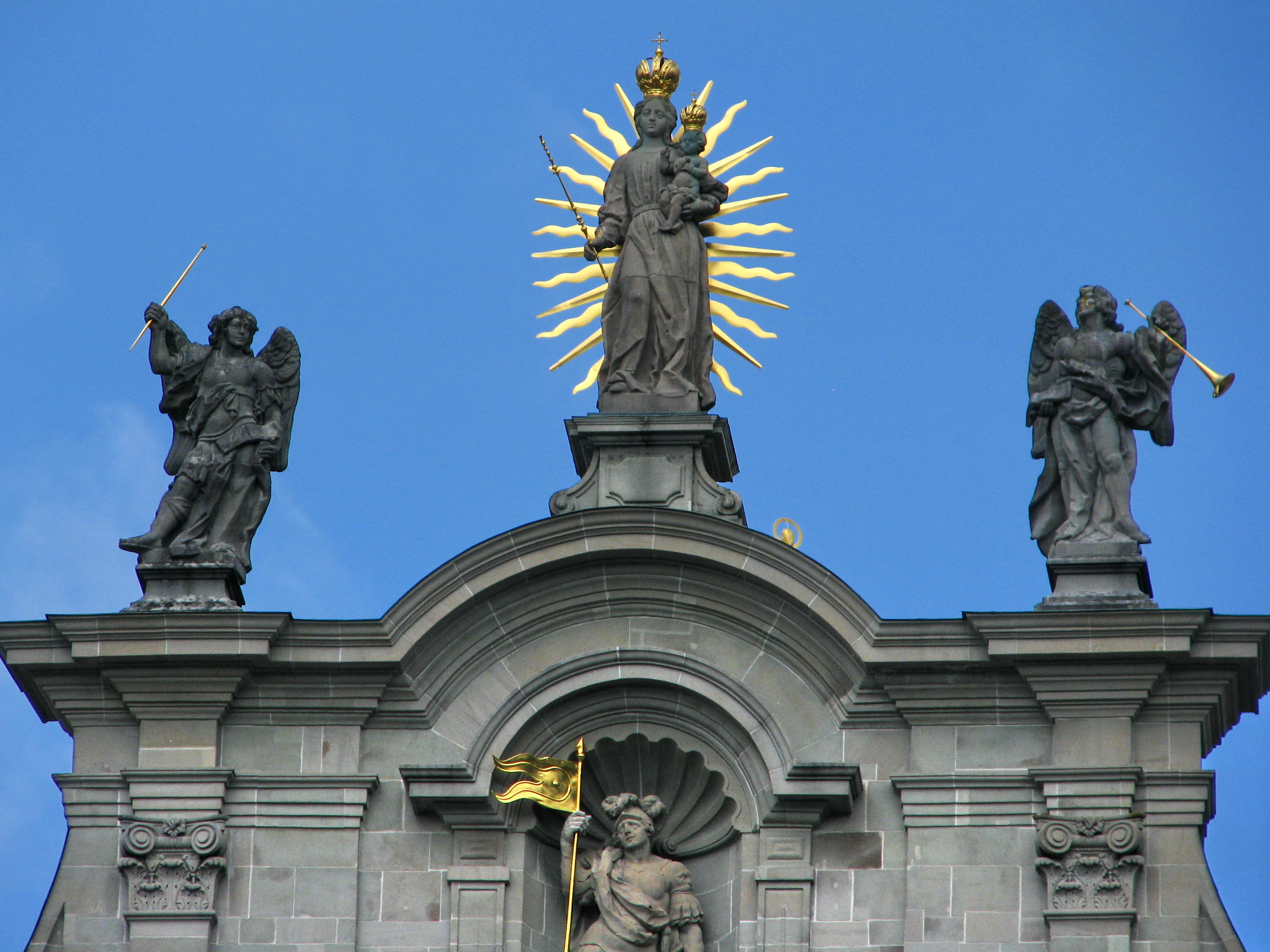
Sommet de la façade.
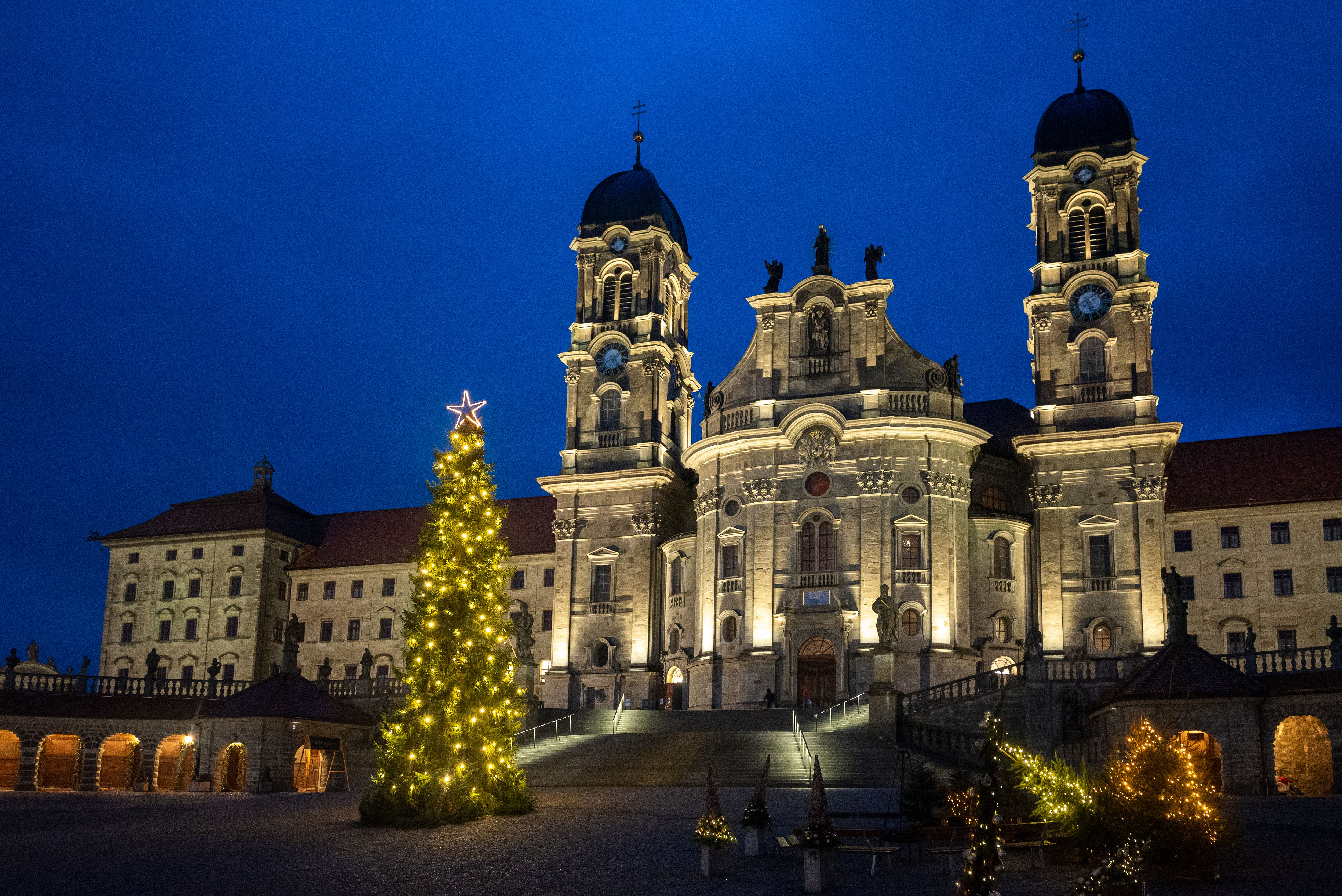
L'abbaye éclairée à Noël.
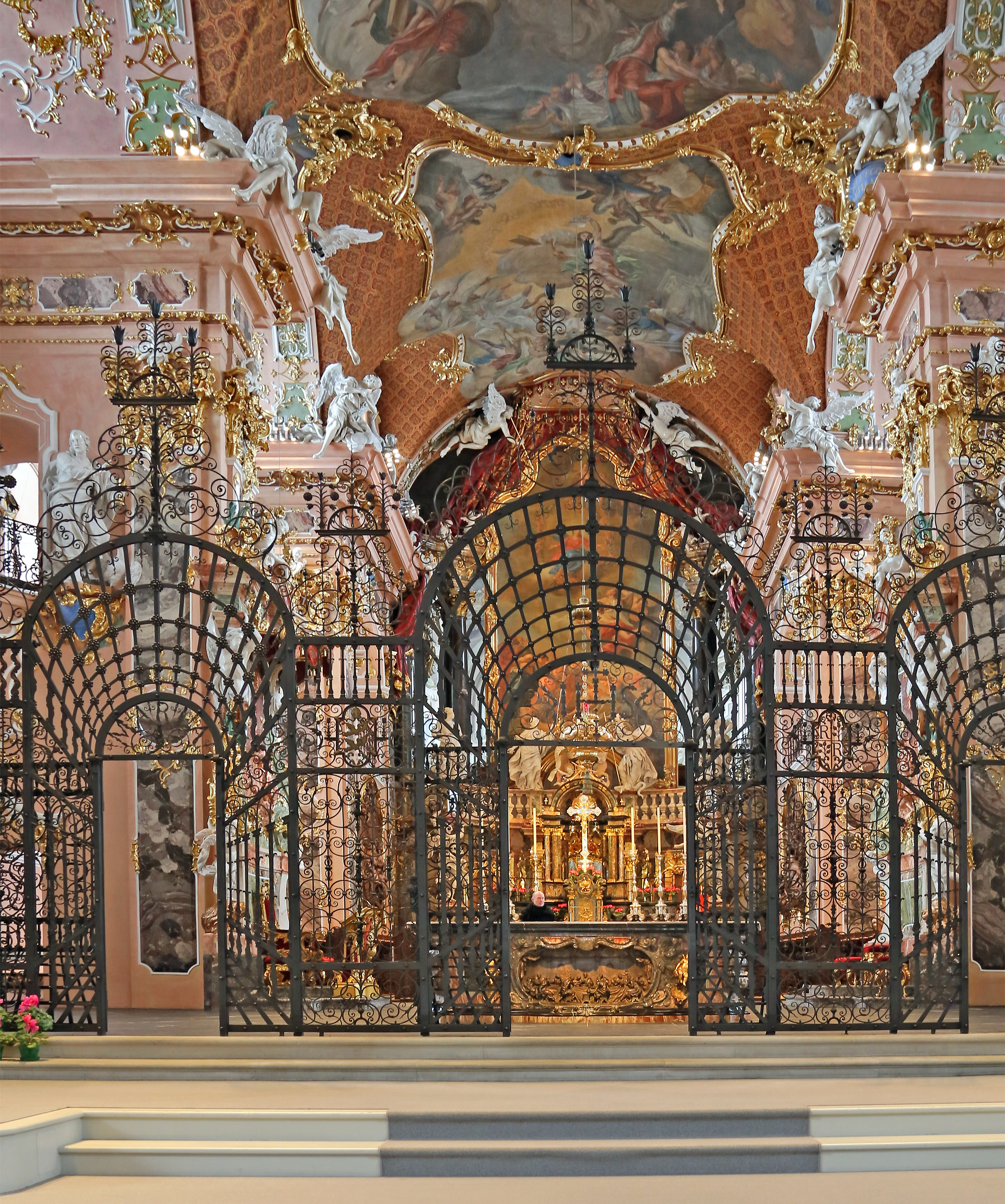
Le maître-autel.
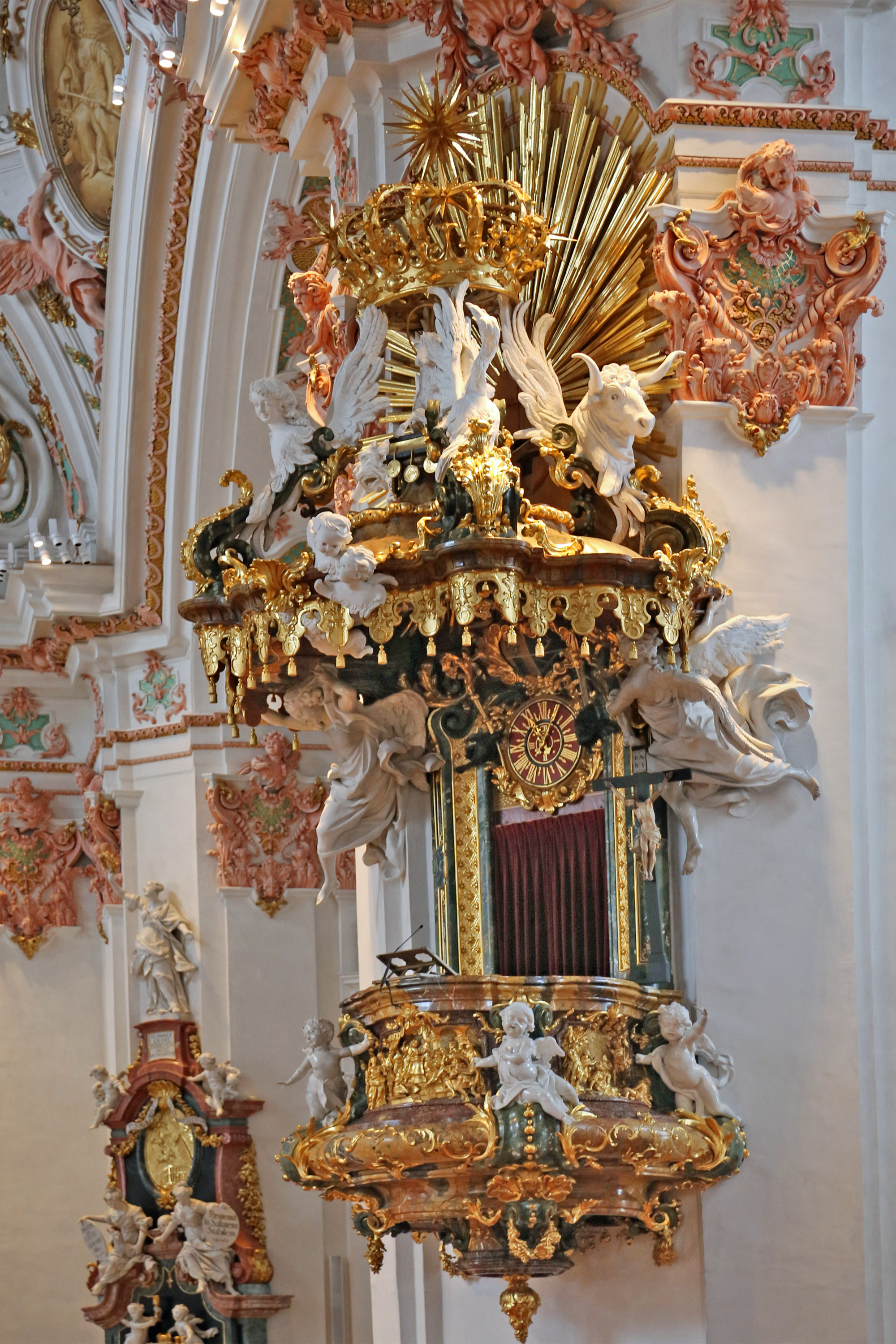
La chaire.